# HKT48の離島へGO!
『HKT48の離島へGO!』（エイチケーティーフォーエイトのりとうへゴー!）は、2017年1月7日から3月25日までフジテレビで毎週土曜 11:45 - 11:50 （日本標準時）に放送されていた旅バラエティ番組である。

## 概要
HKT48のメンバーがさまざまな島を旅し、島民たちと触れ合う模様を放送しているドラマ仕立てのミニ番組。旅先の島それぞれの魅力を活かしたストーリーを展開していく。出演メンバーは2週ごとに交代する。

## 出演者
- MC：指原莉乃（HKT48）
- 離島訪問者 - HKT48メンバー（訪問先）
  - 松岡菜摘（壱岐）
  - 森保まどか（対馬）
  - 朝長美桜（五島市）
  - 本村碧唯 （新上五島町）
  - 神志那結衣（屋久島）

## スタッフ
- ナレーション：藤村さおり（当時フジテレビアナウンサー）
- プロデューサー：山崎哲也
- ディレクター：京田宣良
- 編成：安藤明
- 制作協力：バンエイト
- 制作著作：フジテレビ

## ネット局
| 放送対象地域 | 放送局       | 放送日時           | 放送期間                | 備考       |
| ------------ | ------------ | ------------------ | ----------------------- | ---------- |
| 関東広域圏   | フジテレビ   | 土曜 11:45 - 11:50 | 2017年1月7日 - 3月25日  | 制作局     |
| 長崎県       | テレビ長崎   | 木曜 21:54 - 22:00 | 2017年1月12日 - 3月30日 | 遅れネット |
| 鹿児島県     | 鹿児島テレビ | 日曜 16:00 - 16:05 | 2017年1月15日 - 3月26日 | 遅れネット |